# Richard Adjei
Richard Adjei, född 30 januari 1983 i Düsseldorf, Tyskland, död 26 oktober 2020 i Düsseldorf, var en tysk bobåkare. Han var även spelare inom amerikansk fotboll. 
Han tog OS-silver i herrarnas tvåmanna i samband med de olympiska bobtävlingarna 2010 i Vancouver.